# Puchar Europy w Biegu na 10 000 metrów 2016
20. Puchar Europy w Biegu na 10 000 metrów – zawody lekkoatletyczne, które odbyły się we tureckim Mersin 5 czerwca 2016.

## Rezultaty

### Mężczyźni
| Konkurencja:  | 1. miejsce                                               | Rezultat   | 2. miejsce                                               | Rezultat   | 3. miejsce                                            | Rezultat   |
| Indywidualnie | Daniele Meucci                                           | 28:24,71   | Juan Pérez                                               | 28:28,93   | Jamel Chatbi                                          | 28:32,85   |
| Drużynowo     | Włochy · Daniele Meucci · Jamel Chatbi · Stefano La Rosa | 1:25:39,81 | Hiszpania · Juan Pérez · Alemayehu Bezabeh · José España | 1:27:00,23 | Ukraina · Dmytro Łaszyn · Artem Kazban · Dmytro Siruk | 1:27:30,55 |

### Kobiety
| Konkurencja:  | 1. miejsce                                                      | Rezultat    | 2. miejsce                                            | Rezultat   | 3. miejsce                                              | Rezultat   |
| Indywidualnie | Esma Aydemir                                                    | 33:33,38 PB | Rosaria Console                                       | 32:32,41   | Jenny Nesbitt                                           | 33:45,46   |
| Drużynowo     | Wielka Brytania · Jenny Nesbitt · Lauren Deadman · Louise Small | 1:42:45,94  | Turcja · Esma Aydemir · Sevilay Eytemiş · Fadime Suna | 1:42:50,57 | Hiszpania · Sonia Bejarano · Gema Martin · Raquel Gómez | 1:42:51,82 |